# Xadrez na Europa
O xadrez foi introduzido na Europa por volta do século X por duas vias distintas pelos árabes na Península Ibérica e pelos sarracenos na península Itálica. A partir de então, se espalhou por todo o continente Europeu até atingir os países nórdicos e a Rússia, que recebeu o jogo por outra via distinta. Os poucos vestígios arqueológicos encontrados em Espanha e Itália, indicam que o jogo foi introduzido não antes do século X, embora a datação de alguns artefatos suscite dúvidas a respeito de uma data mais exata. Entretanto, são abundantes os vestígios escandinavos a partir do século XIII o que comprova a difusão do jogo por todo o continente em três séculos. As principais fontes literárias em Espanha, França e Itália indicam a data provavelmente no século XI e uma vasta literatura posterior em poemas e contos mostram o jogo difundido na cultura popular tanto entre a corte real e o clero quanto com a plebe.
No solo europeu, foram introduzidas as principais modificações no jogo que foram a introdução da Dama e do Bispo por volta do século XV. Com um jogo mais dinâmico, os europeus deram início a análise de aberturas produzindo uma literatura completamente nova do jogo e os primeiros grandes jogadores que, patrocinados pela nobreza, viajam pelo continente divulgando o novo conhecimento a respeito do jogo. Por volta do século XVII, com as novas regras já difundidas por todo o continente até à Rússia, surgem as primeiras cafeterias que dão nova vida ao xadrez com o surgimento dos primeiros confrontos internacionais na França e posteriormente na Inglaterra.
Em 1851 foi disputado o primeiro torneio internacional em Londres, seguidos por eventos em Berlim, Viena, Paris.

## Panorama histórico

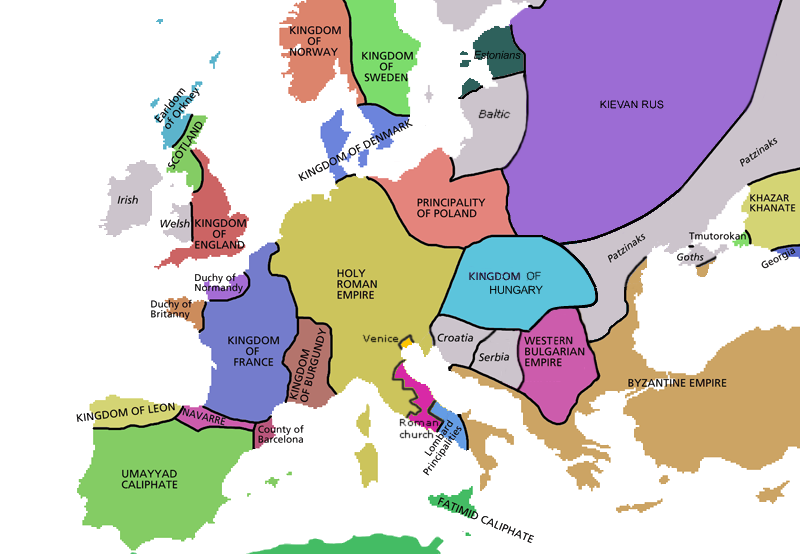
Mapa da Europa por volta do Século X.

Por volta de 711, a Península Ibérica foi invadida pelos muçulmanos, sob comando de Tárique, que cruzaram o mar Mediterrâneo pelo estreito de Gibraltar e entraram na Península vencendo Rodrigo, o último rei visigodo da Hispânia. Nos séculos seguintes, os muçulmanos foram alargando as suas conquistas, assenhoreando-se do território designado como Al-Andalus. A expansão islâmica e a conquista da Sicília, Malta e pequenas partes do sul da Itália foi um processo que começou no século IX, que teve uma curta duração até serem expulsos pelos Normandos em 1091. Apesar de efêmera  e limitada à presença de acampamentos semipermanentes de soldados, a conquista da Sicília e subsequente reconquista cristã foi o maior evento da história do islamismo no sul da Itália. A conquista dos Normandos estabeleceu o Catolicismo Romano firmemente na região onde o cristianismo oriental tinha sido proeminente durante o Império Bizantino e continuou com os nativos durante o domínio dos governantes muçulmanos.